# Nyomtass te is!
A  Nyomtass te is! (nyomtassteis) egy 2017-ben indított, ingyenes, röpirat jellegű közösségi terjesztésű hírújság. A saját magát XXI. századi szamizdatként bemutató lapot az eDemokrácia Műhely Egyesület adja ki. A kezdeményezés célja, hogy független hírportálok lerövidített cikkeit minél szélesebb rétegekhez juttassa el, ezzel ellensúlyozva az állami propaganda túlsúlyát a médiában. Az egy A/4-es lapból álló újságot bárki szabadon kinyomtathatja és terjesztheti saját környezetében.